# عبد الكريم الحقيل
عبد الكريم بن حمد بن إبراهيم الحقيل مؤرخ سعودي. ولد بمدينة المجمعة بسدير عام 1362هجرية.

## التأهيل العلمي
دكتوراه فخرية في التاريخ عام 2012م، ودبلوم إدارة أعمال عام 1387هــ، ودورات تدريبية في (الإدارة، وتصنيف الكتب، والعلاقات العامة، واللغة الإنجليزية) ، وإجازات علمية. وقد منحته إحدى الجامعات الأمريكية في 22/أكتوبر/2012م ـ درجة الدكتوراه الفخرية في التاريخ وذلك لجهوده ومؤلفاته التي بلغت 41 كتابا في الإدارة والأدب والتاريخ ـ وقد ورد ذكره في أكثر من 41 كتابا ومرجعا وأكثر من 141 صحيفة ومجلة .

## الأعمال الرسمية
- عمل في (رئاسة القضاء) من 1 / 1 / 1376هــ ـ رئيس ضبط، ومدير إدارة، فمفتشا إلى 15/ 3/ 1388هــ.
- عمل في (وزارة الداخلية) من 15 /3/ 1388هــ ــ مفتشا، فمدير إدارة إلى 8 /10/ 1395هـ.
- عمل في وزارة (الشؤون البلدية والقروية)من 8/ 10 /1395هــ مدير إدارة، فمساعدا لمدير مكتب الوزير فمدير عام إدارة . بمكتب الوزير بالمرتبة 11 إلى 1 /2 /1407هــ حيث طلب الإحالة للتقاعد المبكر للتفرغ للبحث والتأليف.
- عمل في (وزارة الأشغال العامة والإسكان) في مكتب الوزير من 27/ 11 / 1417 هــ، وذلك على المرتبة 11 ثم على المرتبة 12 إلى 26/ 11/ 1419 هــ.

## المؤتمرات والندوات والنشاطات
- حضر العديد من المؤتمرات، والندوات داخل المملكة، وخارجها.
- اقترح عددا من اللوائح، والتعليمات، والاختصاصات، والهياكل التنظيمية، والنماذج، والاستمارات، وألف عددا من الكتب في مجال (الأنظمة، واللوائح، والتعليمات) و (الخدمات البلدية) .
- أعد أكثر من (5245) موضوعا ما بين أخبار، ومعلومات وتحقيقات صحفية عن (الخدمات البلدية في المملكة) ونشاطات البلديات، ومنجزاتها في المملكة ــ تم نشرها في الصحف وأذيع معظمها في الإذاعة، والتلفزيون، كما ألف عددا من الكتب في مجال (الخدمات البلدية، وأنظمة، ولوائح، وتعليمات البلديات) .
- قدم العديد من الاستشارات الإدارية، والتنظيمية والإجرائية
- صدر له من عام 1387هـ إلى 1428هــ (41) كتابا في مجال (الإدارة، والأدب، والتاريخ) وأشرف على ترتيب وتنسيق عدد من الكتب، ودواوين الشعر، وقدم لعدد من الكتب .
- ورد ذكره في موسوعات، ومعاجم، وكتب عددها أكثر من ( 41)كتابا و (32) ما بين مجلة وصحيفة .
- نال عددا من شهادات وخطابات تقدير .
- تعاون مع الصحافة من 28 /5/ 1377 هــ .
- رأس نادي الخرج من عام 1383 هــ إلى 1 /8/ 1384 هــ .
- تعاون مع الإذاعة من 28 / 1/ 1390هــ إلى 17 /7/ 1399هـ .
- تعاون مع التلفزيون من 1 /5/ 1390هــ إلى 17/ 7 /1399هــ .

## تواريخ حصوله على العضويات التي حصل عليها
- عضو في النادي الأدبي بالرياض من 1 /3/ 1399هــ .
- عضو في رابطة الأدب الحديث في القاهرة من 20/ 6 /1406هــ .
- عضو في رابطة الأدب الإسلامي العالمية من 27/ 10 / 1414هــ .
- عضو في الجمعية التاريخية السعودية من 11 /2 / 1421هــ .
- عضو في اتحاد المؤرخين العرب من 25 /2/ 1421هــ .
- عضو في الجمعية الوطنية للمتقاعدين من 30 /9/ 1428هــ .

## المؤلفات التي صدرت له
من عام 1387هــ إلى عام 1428هــ ــ وعددها (41) كتابا وهي :
1. علاقات المواطن بالدوائر الشرعية (288) صفحة بيروت 1387هــ
2. وحدة التنظيم والإدارة ( عرض وتحليل ) (بحث ) الرياض 1391هــ
3. وحدة التنظيم والإدارة ( نشاطاتها ومنجزاتها ) ( بحث) الرياض 1391هــ
4. الخدمات البلدية من 1385 هـ إلى 1293 هـ (222) صفحة الرياض 1393هــ
5. الخدمات البلدية من 1385هــ إلى 1396هــ (218) صفحة الرياض 1395هــ
6. الخدمات البلدية 1396/ 1397هــ (212) صفحة الرياض 1396هــ
7. أنظمة ولوائح وتعليمات البلديات (الجزء الأول ) (104) صفحة الرياض 1393هـ
8. أنظمة ولوائح وتعليمات البلديات (الجزء الثاني) (217) صفحة الرياض 1393هــ
9. أنظمة ولوائح وتعليمات البلديات (الجزء الثالث ) (227) صفحة الرياض 1395هــ
10. أنظمة ولوائح وتعليمات البلديات (الجزء الرابع ) ( 124) صفحة الرياض 1396هــ
11. أسرة الحقيل (شجرة) الرياض 1397هــ
12. شعراء العصر الحديث في جزيرة العرب ( الجزء 1) (342) صفحة الرياض 1399هــ
13. من أدب المرأة السعودية المعاصرة (256) صفحة الرياض 1403هــ
14. أسرة الفارس ( شجرة ) الرياض 1406هــ
15. مرجع المساجل للبيت والقائل ( 328) صفحة الرياض 1408هـ
16. معين الباحث عن البيت الشعبي وقائلة (286) صفحة الرياض 1408هــ
17. الفاض دارجة ومدلولاتها في الجزيرة العربية (280) صفحة الرياض 1409هــ
18. زاد المستفيد من القول المفيد (202) صفحة الرياض 1412هــ
19. منهل المستفيد من الشعر المفيد (226) صفحة الرياض 1412هـ
20. المجمعة (144) صفحة الرياض 1413هــ
21. شعراء العصر الحديث في جزيرة العرب ( الجزء 1) (304) الرياض 1413هــ
22. المجمعة (158) صفحة الرياض 1414هــ
23. معجم مؤرخي الجزيرة العربية في العصر الحديث ( الجزء 1) ( 159) صفحة الرياض 1414هــ
24. من أحداث وإخبار الجزيرة العربية ــ من 500هــ إلى 1416هــ (248) صفحة الرياض 1416هــ
25. من مشاهير الجزيرة العربية ــ من 700هــ إلى 1416هــ (248) صفحة الرياض 1417هــ
26. اسر تحضرت في الجزيرة العربية (الجزء الأول ) (176) صفحة الرياض 1418هــ
27. من مشاهير الجزيرة العربية ــ من 700هــ إلى 1419هــ (302) صفحة الرياض 1419هــ
28. اسر تحضرت في الجزيرة العربية (الجزء الأول ) (238) صفحة الرياض 1419هــ
29. تراجم مختصرة لمشايخي واصدقا ئي البررة ( الجزء الأول) (241) صفحة الرياض 1421هــ
30. اسر تحضرت في الجزيرة العربية (الجزء الأول ) (279) صفحة الرياض 1421هــ
31. أسئلة وأجوبة في موضوعات مختلفة ( الجزء الأول ) (118) صفحة الرياض 1422هـ
32. معجم المؤرخين السعوديين (264)صفحة الرياض 1422هــ
33. أسئلة وأجوبة في موضوعات مختلفة (الجزء الثاني) (240) صفحة الرياض 1423هـ
34. اسر تحضرت في الجزيرة العربية (الجزء الأول ) (287) صفحة الرياض 1423هـ
35. معجم الشعراء السعوديين (273) صفحة الرياض 1424هــ
36. معجم المؤلفات السعوديات (287) صفحة الرياض 1425هـ
37. مفيد الأنام في تفسير الأحلام (151) صفحة الرياض 1428هــ
38. اسر تحضرت في الجزيرة العربية (الجزء الأول ) (341) صفحة الرياض 1428هــ
39. الخدمات البلدية من 1385-1393هجرية .
40. الخدمات البلدية من 1385-1396هجرية.
41. Three different books about municipal services _ عدد 3 كتب عن الخدمات البلديه باللغة الانجليزيه صدرت عام 1393 و 1396 و 1397 هجريه.